# نورث فلایینگ
نورث فلایینگ (به انگلیسی: North Flying) یک شرکت هواپیمایی با کد یاتا M3 است که در تاریخ ۱۹۶۳ میلادی تأسیس شده است. دفتر مرکزی نورث فلایینگ در فرودگاه آلبورگ واقع شده‌است.